# Pungwe-Fälle
Die Pungwe-Fälle liegen im Osten Simbabwes, nahe der Grenze zu Mosambik.

## Geografie
Die Wasserfälle befinden sich im Süden des Nyanga-Nationalparks, im Distrikt Nyanga, im Osten der Provinz Manicaland. Es sind die fallenden Wasser des Flusses Pungwe. Die 243 m hohen Pungwe-Fälle liegen nur 7 km nördlich der Mutarazi-Fälle des Zuflusses Mutarazi, die mit ihren 672 m höhe zu den höchsten der Welt gehören.